# VIS O’Hara
VIS O'Hara bio je zagrebački vokalno instrumentalni sastav, koji je djelovao od 1965. do 1967. Većinu članova sastava tvorili su momci iz Tehničke škole iz Zagreba ( tadašnjeg rasadnika zagrebačkih VIS-ova). Sastav su 1965. osnovali: Edbin Haramina (bubnjevi), Miljenko Ljubić (bas-gitara), Rajko Boltižar (solo gitara), Frano Parać (klavijature) i pjevačica Marcela Munger.
Sastav je s javnim nastupima krenuo nastupajući na plesu u klubu mjesne zajednice u Slovenskoj ulici ( u svom kvartu Črnomerec). 1967. iz sastava odlazi solo gitarist Rajko Boltižar, na kratko ga mijenja Goran Ivas, pa potom Krešimir Ivić. Zatim odlazi pjevačica Marcela Munger, a na njezino mjesto uskače Josipa Lisac. To je zlatno razdoblje sastava O'Hara, nastupaju na gitarijadama (i redovno osvajaju prve nagrade stručnog žirija). Gostuju u Beogradu u Domu Omladine i oduševljavaju publiku, tamo rade i svoje prve tonske i TV zapise. Nakon toga se sastav 
O'Hara raspada, jer Frano Parać i Josipa Lisac odlaze u Zlatne Akorde.
VIS O'Hara njegovao je pjevni višeglasni repertoar sastavljen od uspješnica grupa Mamas & Papas, Beach Boys, The Seekers, na samom početku. Dolaskom Josipe Lisac promijenili su repertoar, pa su pjevali repertoar Bee Geesa, Arethe Franklin, Percyja Sledga. Imali su i par svojih skladbi: Lopov, Kako ljubav zna biti smiješna, Voljeti, to je radost.